# 慢速代谢
慢速代谢是指生物以相对较低的速度进行新陈代谢。慢速代谢的動物通常可以根據食物和溫度環境調節代謝速度。許多生活在荒漠和以及要經歷極端寒冷冬季的慢速代谢生物能夠暫停它們的新陳代謝，此時它們已經進入接近死亡的狀態，直到有利的條件再度出現後它們再恢復新陳代謝。